# 高斯托尼
高斯托尼，是匈牙利沃什州所辖的一个村，总面积14.27平方公里，总人口450，人口密度31.5人/平方公里（2010年1月1日）。